# نوكس مارتن
نوكس مارتن (بالإنجليزية: Knox Martin)‏ هو نحات ورسام أمريكي، ولد في 12 فبراير 1923 في بارانكيا في كولومبيا.

## وصلات خارجية
- الموقع الرسمي